# اوتیلیو یولات بلانکو
اوتیلیو یولات بلانکو (انگلیسی: Otilio Ulate Blanco; زاده ۲۵ اوت ۱۸۹۱ – درگذشته ۲۷ اکتبر ۱۹۷۳) سیاست‌مدار اهل کاستاریکا بود.